# Federico Valentini
Pour les articles homonymes, voir Valentini.
Federico Alessandro Valentini est un coureur cycliste et footballeur saint-marinais né le 22 janvier 1982 à Saint-Marin.

## Biographie
Federico Valentini à la particularité d'être gardien de but dans le championnat de Saint-Marin de football qui joue en Série C2 en Italie. Il pratique le football à haut niveau pendant qu'il joue dans le championnat saint-marinais en même temps qu'il court dans le peloton cycliste.
Il passe professionnel en 2009 sans récolter de résultats. 
Mais il est surtout connu pour être l'un des gardiens de but de l'équipe de Saint-Marin de football avec 20 sélections depuis 2006 pour 47 buts encaissés, et d'être membre de l'équipe de Saint-Marin de cyclisme au championnat du monde B.

## Équipe cycliste
- 2009 : Miche-Silver Cross-Selle Italia